# Stripped (сингл Depeche Mode)
 «Stripped»  - перший сингл британської групи Depeche Mode з їх п'ятого студійного альбому Black Celebration і 15-й у дискографії групи. Вийшов 10 лютого 1986. Це шостий поспіль сингл Depeche Mode, який займав позиції в UK Singles Chart (15-й рядок).

## Подробиці
«Stripped» відома застосуванням у ній інноваційних способів семплування. Спочатку з'являється спотворений і уповільнений звук мотоцикла, потім, перед початком основної мелодії, з'являється звук автомобільного запалювання. Наприкінці використовуються звуки феєрверка.
Американська звукозаписна компанія Sire Records включила трек «But Not Tonight» зі сторони «Б» цього синглу до саундтреку фільму «Modern Girls», а також в американську версію альбому Black Celebration. Як результат, у США сторони «А» і «Б» помінялися місцями, і був випущений сингл «But Not Tonight» на допомогу просуванню фільму. Гурт не був радий цій обставині, бо вважала «But Not Tonight» «марним попсовим треком, записаним менш ніж за добу». У чарти пісня не потрапила. Однак, не дивлячись на цю самокритику, Мартін Гор коли-не-коли виконує акустичну версію «But Not Tonight» на концертах у ході туру на підтримку альбому Delta Machine.
Інші треки зі сторони «Б» — «Breathing in Fumes» і «Black Day». У «Breathing in Fumes» використані семпли з «Stripped», у створенні цього міксу брав участь Томас Стілер. «Black Day» - це акустична, альтернативна версія пісні «Black Celebration», яку співає Мартін Гор, написавши у співавторстві з  Аланом Уайлдером  і Деніелом Міллером (це єдина пісня групи, в написанні якої останній брав участь ).
Версія «Highland Mix» пісні «Stripped» була зведена  Марком Еллісом  (більш відомим як «Флад»), який в майбутньому буде продюсувати Violator і Songs of Faith and Devotion . Подовжена версія реміксу «But Not Tonight» була включена в британські CD-видання альбому Black Celebration як бонус-трек, аналогічно «Black Day» і «Breathing in Fumes».
Версії «But Not Tonight» і «But Not Tonight (Extended Mix)», що знаходяться на 7" і 12" виданнях американського синглу «But Not Tonight», були створені Робертом Маргулеффом і відрізняються від версій, представлених на британських релізах. Версія 12" згодом на четвертому диску збірки Remixes 81–04 була позначена як «Margouleff Dance Mix».
Відеокліп на «Stripped» став останнім кліпом, який для групи зняв режисер Пітер Кер. Кліп на «But Not Tonight» був знятий Тамром Девісом, і доступний в декількох версіях.